# Sveti Petar Mrežnički
Sveti Petar Mrežnički es una localidad de Croacia en el ejido de la ciudad de Duga Resa, condado de Karlovac.

## Geografía
Se encuentra a una altitud de 129 m s. n. m. a 64,2 km de la capital nacional, Zagreb.

## Demografía
En el censo 2011, el total de población de la localidad fue de 164 habitantes.
| Gráfica de población de Sveti Petar Mrežnički 1857-2011             |
|                                                                     |
| Según los censos de población de la oficina estadística de Croacia. |